# Jari Koskinen
Jari Antero Koskinen (ur. 11 czerwca 1960 w Hauho) – fiński polityk, rolnik, menedżer. Wieloletni poseł do Eduskunty, w latach 2002–2003 i 2011–2014 minister rolnictwa i leśnictwa.

## Życiorys
Ukończył w 1988 studia z zakresu nauk społecznych na Uniwersytecie Helsińskim. Zajmował się działalnością rolniczą. Pracował także w instytucjach kredytowych i bankowości spółdzielczej. Pełnił różne funkcje w samorządzie lokalnym i regionalnym.
Zaangażował się w działalność Partii Koalicji Narodowej. W 1996 po raz pierwszy uzyskał mandat deputowanego do Eduskunty. Od tego czasu skutecznie ubiegał się o reelekcję w każdych kolejnych wyborach do 2007 włącznie. Od 31 maja 2002 do 17 kwietnia 2003 sprawował urząd ministra rolnictwa i leśnictwa w rządzie Paava Lipponena. W 2009 zrezygnował z zasiadania w parlamencie, obejmując dyrektorskie stanowisko w Europejskim Banku Odbudowy i Rozwoju. 22 czerwca 2011 ponownie został ministrem rolnictwa i leśnictwa w gabinecie Jyrkiego Katainena. Zakończył urzędowanie 24 czerwca 2014.